# 羊肚菌状胶角耳
羊肚菌状胶角耳（学名：Calocera morchelloides）是属于花耳目花耳科胶角耳属的一种真菌，生长在阔叶树朽木上。该种分布于中国。